# Resolutie 1030 Veiligheidsraad Verenigde Naties
Resolutie 1030 van de Veiligheidsraad van de Verenigde Naties werd unaniem door de VN-Veiligheidsraad aangenomen op 14 december 1995, en verlengde de UNMOT-waarnemingsmissie in Tadzjikistan met een half jaar.

## Achtergrond
Na de val van de Sovjet-Unie, werden in 1991 verkiezingen gehouden in Tadzjikistan. Begin 1992 kwam de oppositie in opstand tegen de uitslag – de oud-communisten hadden gewonnen – ervan. Er brak een burgeroorlog uit tussen de gevestigde macht en hervormingsgezinden en islamisten uit de achtergestelde regio's van het land, die zich hadden verenigd. In 1997 werd onder VN-bemiddeling een
vredesakkoord gesloten.

## Inhoud
In Ashgabat waren gesprekken begonnen tussen de overheid en oppositie van Tadzjikistan. In de eerste plaats moesten de partijen aldaar hun geschillen zelf oplossen. Internationale steun hing af van hun inspanningen daartoe. Beide partijen hadden toegezegd vreedzame verzoening na te streven door concessies en compromissen. De vijandelijkheden aan de grens met Afghanistan waren ontoelaatbaar.
De Veiligheidsraad verlengde de UNMOT-waarnemingsmissie in Tadzjikistan tot 15 juni 1996, met dien verstande dat het Teheran-Akkoord en het staakt-het-vuren van kracht moesten blijven en verzoening en democratie moesten worden nagestreefd. Secretaris-generaal Boutros Boutros-Ghali werd gevraagd om de drie maanden te rapporteren.
Er moest dringend vooruitgang worden geboekt in de gesprekken en de afgesproken vertrouwensmaatregelen moesten onverwijld worden uitgevoerd. Ook de rechtstreekse dialoog tussen de president en de leider van de Islamitische Heroplevingsbeweging werd aangemoedigd. De partijen, UNMOT, de GOS-vredesmacht, de grenstroepen en de OVSE-missie moesten ook nauwer samenwerken.

## Verwante resoluties
- Resolutie 968 Veiligheidsraad Verenigde Naties (1994)
- Resolutie 999 Veiligheidsraad Verenigde Naties
- Resolutie 1061 Veiligheidsraad Verenigde Naties (1996)
- Resolutie 1089 Veiligheidsraad Verenigde Naties (1996)

Lijst ·  970 ·  971 ·  972 ·  973 ·  974 ·  975 ·  976 ·  977 ·  978 ·  979 ·  980 ·  981 ·  982 ·  983 ·  984 ·  985 ·  986 ·  987 ·  988 ·  989 ·  990 ·  991 ·  992 ·  993 ·  994 ·  995 ·  996 ·  997 ·  998 ·  999 ·  1000 ·  1001 ·  1002 ·  1003 ·  1004 ·  1005 ·  1006 ·  1007 ·  1008 ·  1009 ·  1010 ·  1011 ·  1012 ·  1013 ·  1014 ·  1015 ·  1016 ·  1017 ·  1018 ·  1019 ·  1020 ·  1021 ·  1022 ·  1023 ·  1024 ·  1025 ·  1026 ·  1027 ·  1028 ·  1029 ·  1030 ·  1031 ·  1032 ·  1033 ·  1034 ·  1035